# Ultimates 3
Ultimates 3 è una miniserie a fumetti scritta da Jeph Loeb e disegnata da Joe Madureira (con la collaborazione di Christian Lichtner), iniziata negli Stati Uniti il 5 dicembre 2007 e conclusasi ad aprile 2008.

## Trama
Il gruppo è adesso distaccato dallo S.H.I.E.L.D. e dal governo e lavora al solo scopo di difendere il mondo. I membri sono Capitan America, Wasp, Thor, Valchiria (una diciannovenne coi poteri di una dea asgardiana che ha una relazione con Thor), Pantera Nera (di cui nessuno sa nulla, ma è garantito da Capitan America), Occhio di Falco, Quicksilver, Scarlet e Iron Man. Quest'ultimo è ora finanziatore del gruppo.
Le cose non vanno bene per la squadra: Iron Man, distrutto dal tradimento della Vedova Nera, ha incominciato a bere, Capitan America è scosso dal non riuscire ad avere una vita privata, Hank Pym è apparentemente morto suicida dopo essersi ineittato un'enorme dose di droga (non si sa come stia realmente), Quicksilver sembra innamorato della sorella Scarlet e per questo trascura ogni missione e impedisce agli altri di avvicinarsi a lei e parlarle, Occhio di Falco è diventato insensibile ai rapporti umani, pare privo di sentimenti e per lui esistono solo le missioni (che esegue con violenza eccessiva). Come se non bastasse, su internet è diffuso un video porno tra Tony Stark e la Vedova Nera.
Gli Ultimates vengono attaccati da Venom alla ricerca di una "lei". Venom sconfigge tutti gli Ultimates, tranne Thor che lo riduce, con un singolo fulmine, a un ammasso di poltiglia informe.
Successivamente, in un attentato, Scarlet viene uccisa. La Confraternita dei Mutanti Malvagi, guidata da Magneto, si introduce nella base degli Ultimates e, nonostante vengano battuti, il tradimento di Quicksilver consente loro di impossessarsi del corpo di Scarlet.
Si scopre infine che dietro a tutto ciò si cela il robot senziente Ultron, creato da Hank Pym con l'intenzione di fornire all'esercito dei supersoldati cibernetici sacrificabili. Innamoratosi di Wanda e geloso di Quicksilver, tentò prima di rapirla con il falso Venom, per poi ucciderla in un impeto di gelosia, scatenando la furia di Magneto; alla vittoria di quest'ultimo, sostituire gli esseri umani con le macchine.
Sebbene gli Ultimates, grazie a Pym, sconfiggano Ultron, Quicksilver rimane ucciso facendo scudo a suo padre col suo corpo, venendo colpito al suo posto da un proiettile di Occhio di Falco; la morte dei due figli fa infuriare il Signore del magnetismo, che si vendicherà sull'umanità scatenando gli eventi che porteranno ad Ultimatum.
Pare che a creare Ultron, però, non sia stato Pym ma il Dottor Destino.